# Thérèse Brisson
Thérèse Brisson, född den 5 oktober 1966 i Montréal i Kanada, är en kanadensisk ishockeyspelare.
Hon tog OS-guld i damernas ishockeyturnering i samband med de olympiska ishockeytävlingarna 2002 i Salt Lake City.